# ان‌جی‌سی ۴۴۴
ان‌جی‌سی ۴۴۴ (انگلیسی: NGC 444) نام یک کهکشان مارپیچی در صورت فلکی ماهی است.